# Cladosporium citri
Cladosporium citri är en svampart som beskrevs av Massee 1899. Cladosporium citri ingår i släktet Cladosporium och familjen Davidiellaceae.   Inga underarter finns listade i Catalogue of Life.